# Криволука (Чортківський район)
Криволука́ — село в Україні, Тернопільська область, Чортківський район, Білобожницька сільська громада. Було підпорядковане Палашівській сільській раді.

## Географія

### Розташування
Розташоване за 26 км від районного центру і 11 км від найближчої залізничної станції Джурин.
Територія — 2,3 кв². Дворів — 123.

## Історія
Село Криволука серед сусідніх сіл згадується у грамоті 7 червня 1471 р.
Відоме від кінця XVII ст., у селі був оборонний замок.
1785 — в Криволуці проживали 230 осіб.
У селі в 1900 р. — 784 жителі, 1910—845, 1921—717, 1931—791 житель; у 1921 р. — 136, 1931—174 двори. Збереглися записи, що 1902 р. велика земельна власність належала Марії Богуцькій. За Австро-Угорщини діяла 1-класна школа з українською мовою навчання, за Польщі — 1-класна утраквістична (двомовна).
Під час німецько-радянської війни загинули або пропали безвісти у Червоній армії 16 жителів села:
- Михайло Білобровка (нар. 1919),
- Микола Дідюк (нар. 1911),
- Михайло Дідюк (нар. 1917),
- Степан Дідюк(нар. 1918),
- Яким Дідюк (нар. 1903),
- Василь Кожушок (нар. 1910),
- Василь Козак (нар. 1906),
- Іван Козак (нар. 1914),
- Володимир Костюк (нар. 1914),
- Василь Красій (нар. 1907).
- Петро Логуш (нар. 1912),
- Михайло Синишин (нар. 1910),
- Василь Смаглій (нар. 1909),
- Степан Тивоняк (нар. 1923),
- Антон Чайковський (нар. 1909),
- Іван Чайковський (нар. 1905).

В УПА воювали Іван та Михайло Атаманчуки, Іван Бариляк, Іван Красій, Степан Букалюк, Юрій Букалюк, Микола Микитюк, Михайло Микитюк, Василь Сідляк та інші.
З 26 листопада 2020 року Криволука належить до Білобожницької сільської громади.
12 червня 2020 року, відповідно до розпорядження Кабінету Міністрів України № 724-р «Про визначення адміністративних центрів та затвердження територій територіальних громад Тернопільської області» увійшло до складу Білобожницької сільської громади.
19 липня 2020 року, в результаті адміністративно-територіальної реформи та ліквідації Чортківського району (1940—2020), увійшло до складу новоутвореного Чортківського району.

## Релігія
- церква Благовіщення Пресвятої Богородиці (ПЦУ[6]; 1898; дерев'яна)

Місцем паломництва в Криволуці є цілюще джерело, біля якого побудовано капличку.

## Пам'ятники
Насипано символічну могилу Борцям за волю України і також, встановлено пам'ятний хрест на місці козацької могили.

## Населення
| Чисельність населення, чол. | Чисельність населення, чол. | Чисельність населення, чол. | Чисельність населення, чол. | Чисельність населення, чол. | Чисельність населення, чол. | Чисельність населення, чол. |
| 1785                        | 1900                        | 1910                        | 1921                        | 1931                        | 2014                        | 2018                        |
| --------------------------- | --------------------------- | --------------------------- | --------------------------- | --------------------------- | --------------------------- | --------------------------- |
| 230                         | 784                         | 845                         | 717                         | 791                         | 189                         | 182                         |

## Соціальна сфера
У 1930-х рр. діяли філії «Просвіти», «Сільського господаря», «Союзу Українок» та інших товариств, а також кооператива.
Нині працюють школа, клуб, бібліотека, ФАП, торговий заклад, селянська спілка Криволуцька, ПАП «Криволука», ПАП «Захід».
Під час геологічних робіт поблизу села виявлено невеликі поклади нафти.

## Відомі люди

### Народилися
- Василь Дідюк (1915—2003) — громадсько-політичний діяч, журналіст, письменник, редактор у Канаді, який передав у ДАТО, де створено його особовий фонд, понад 2000 одиниць книг і періодики зі своєї бібліотеки, тернопільський письменник та літературознавець Петро Сорока видав книжку «Нарис життя і творчості Василя Дідюка» (1996);
- Іван Дідюк (1917—2005) — лікар, громадський діяч, меценат;
- Іван Сторчак (1996—2017) — український військовик, учасник російсько-української війни[8];
- Харитон Довгалюк (1918—2006) — священик, літератор, інженер, громадський діяч.

## Галерея

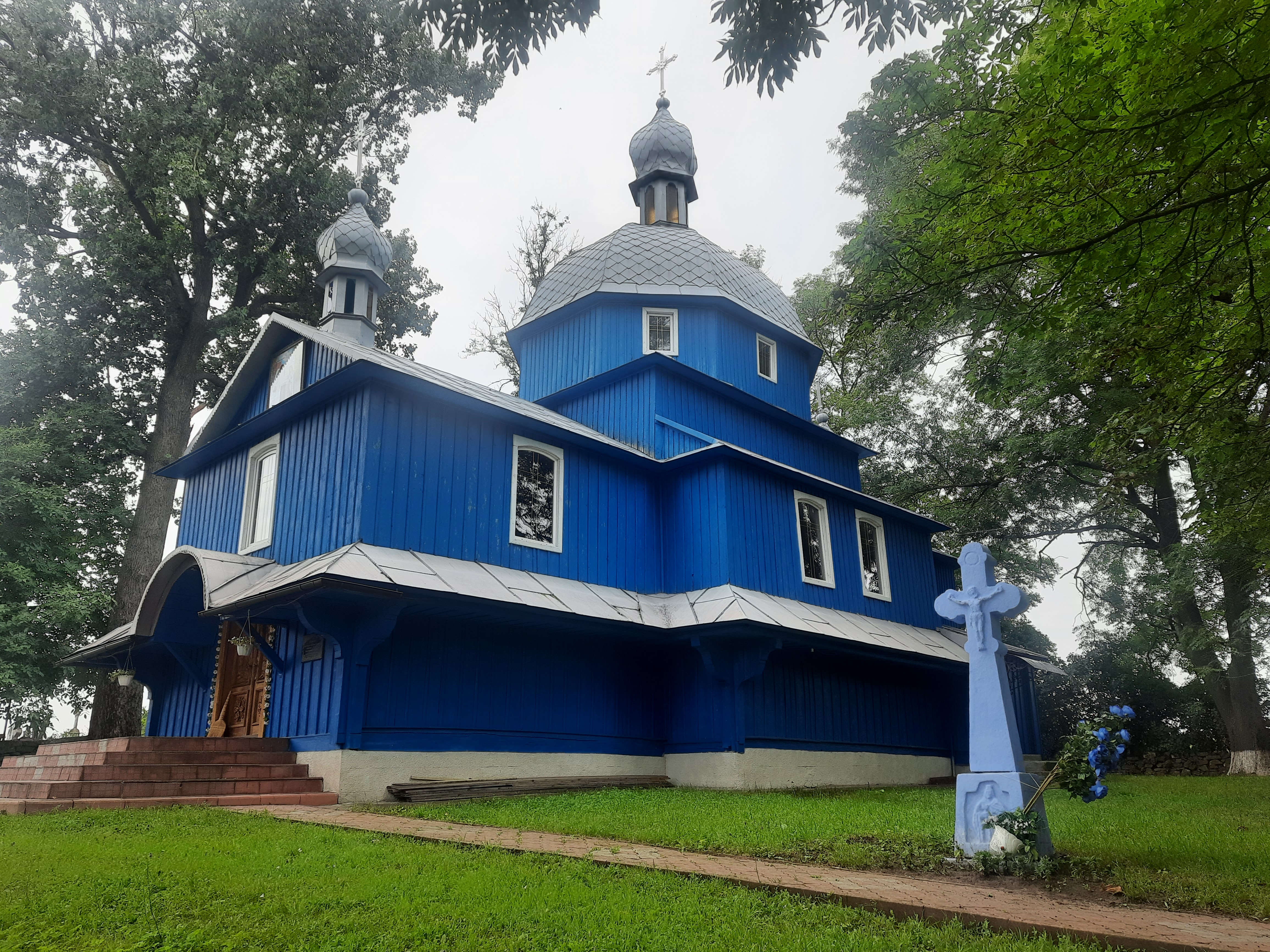
Церква Благовіщення Пресвятої Богородиці
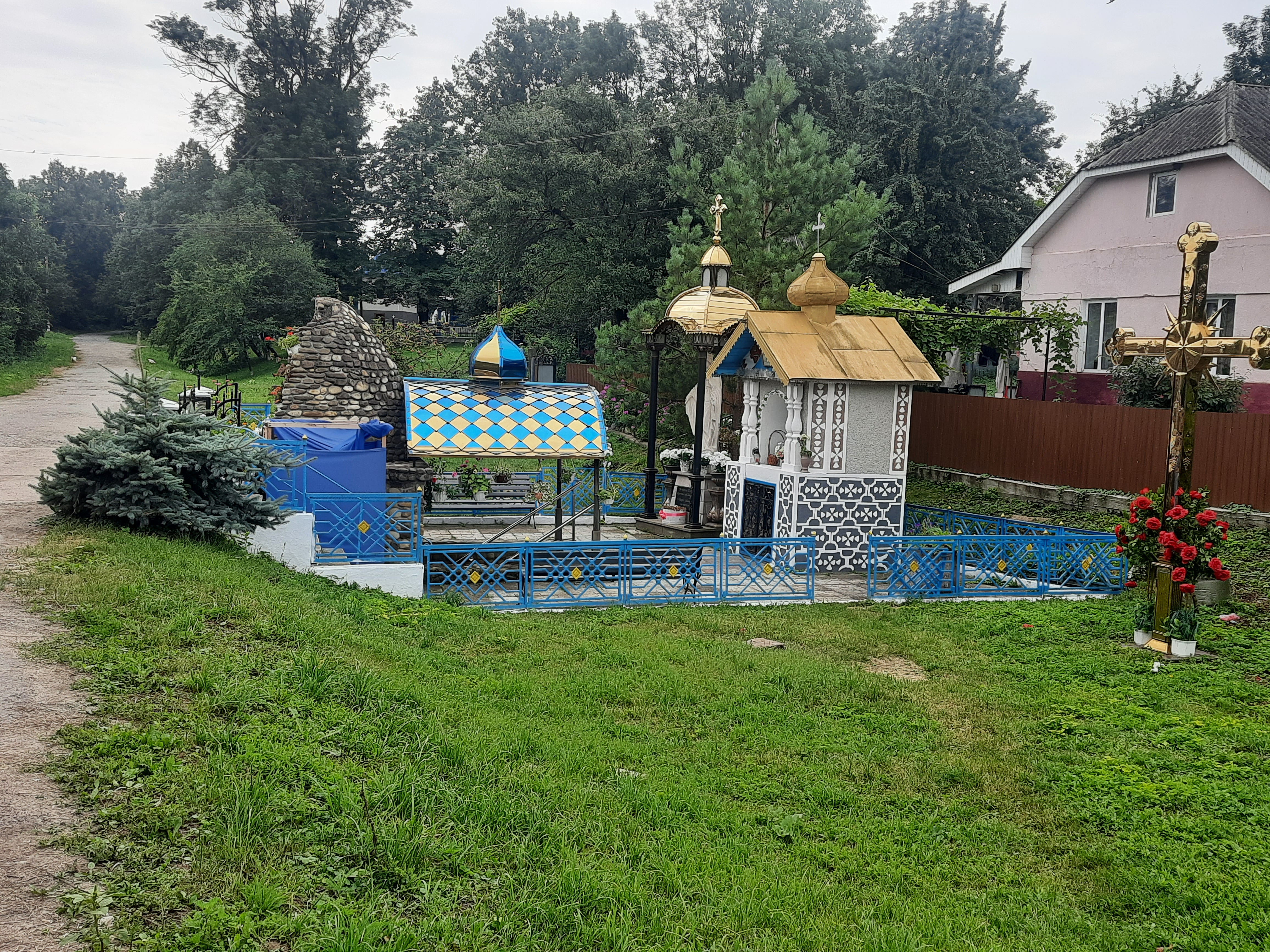
Капличка
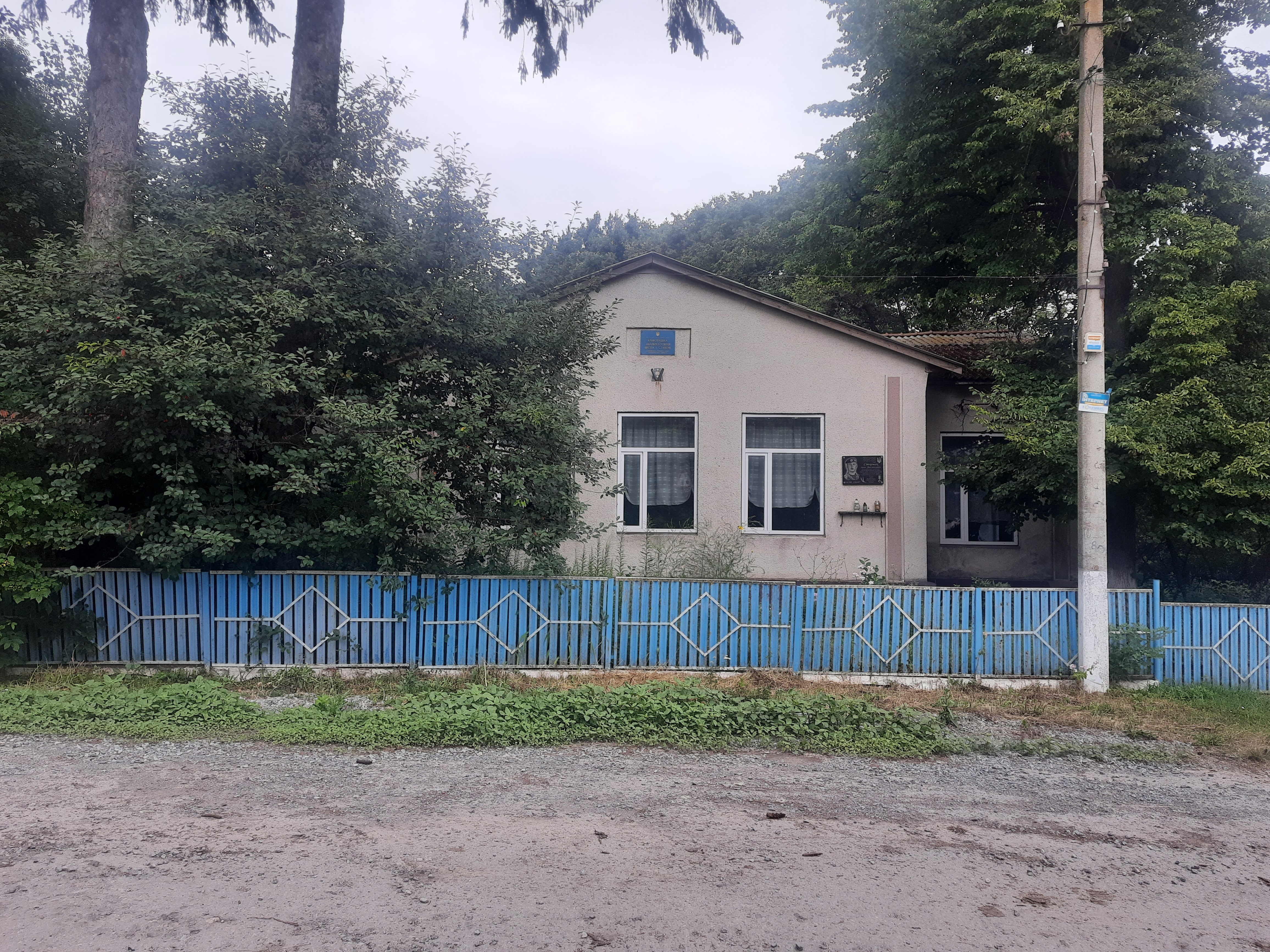
Школа
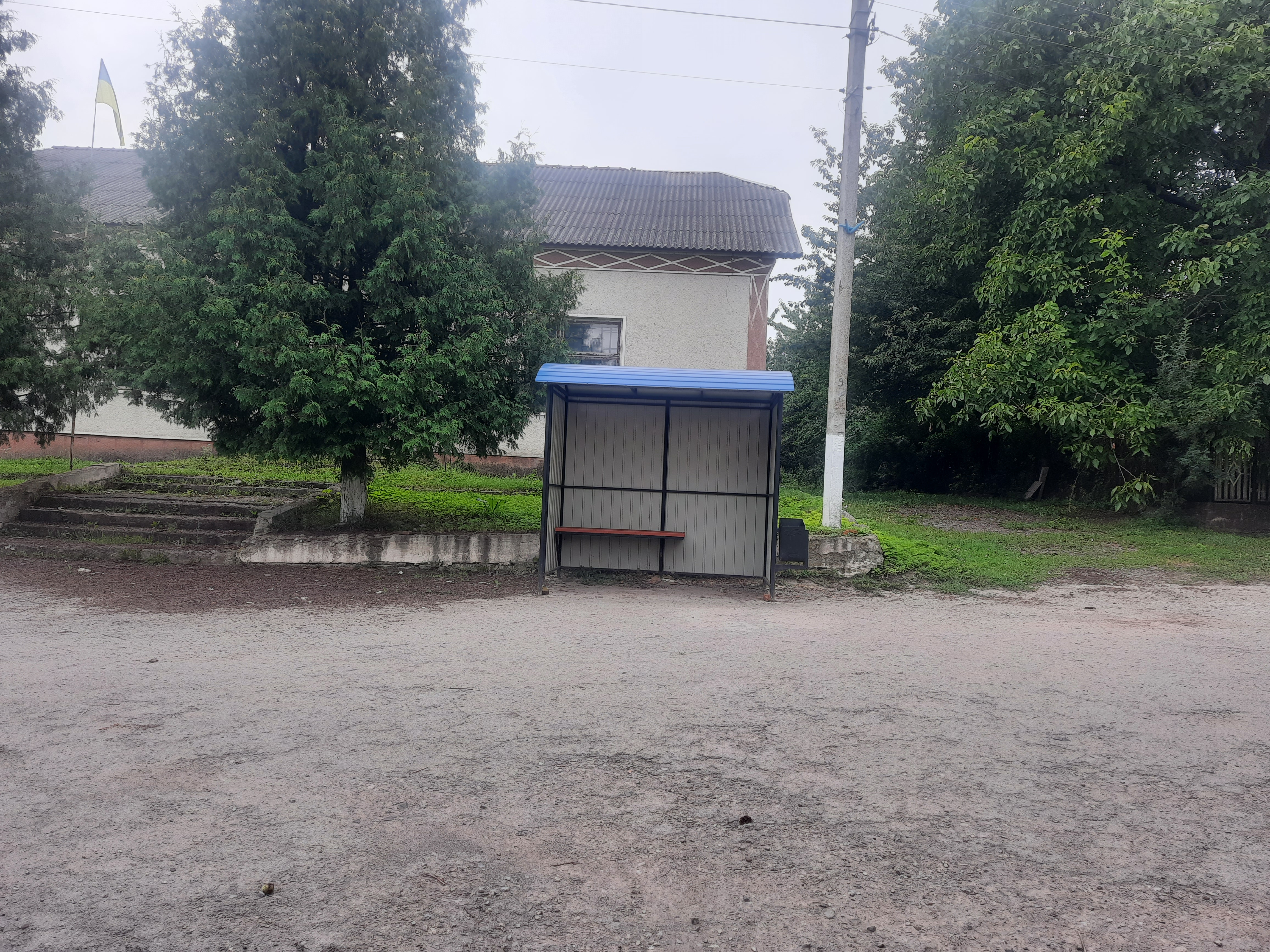
Автобусна зупинка
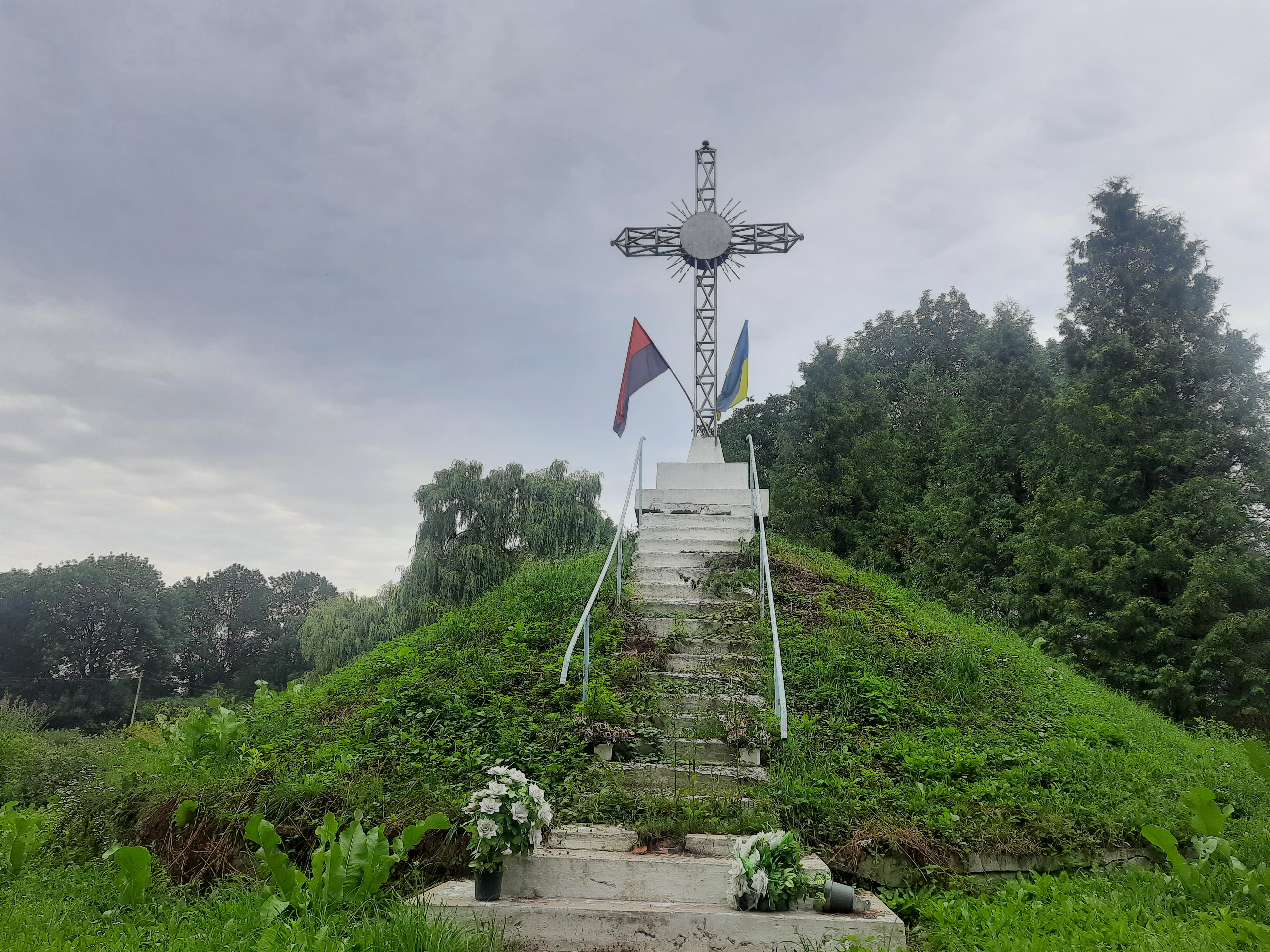
Символічна могила Борцям за волю України
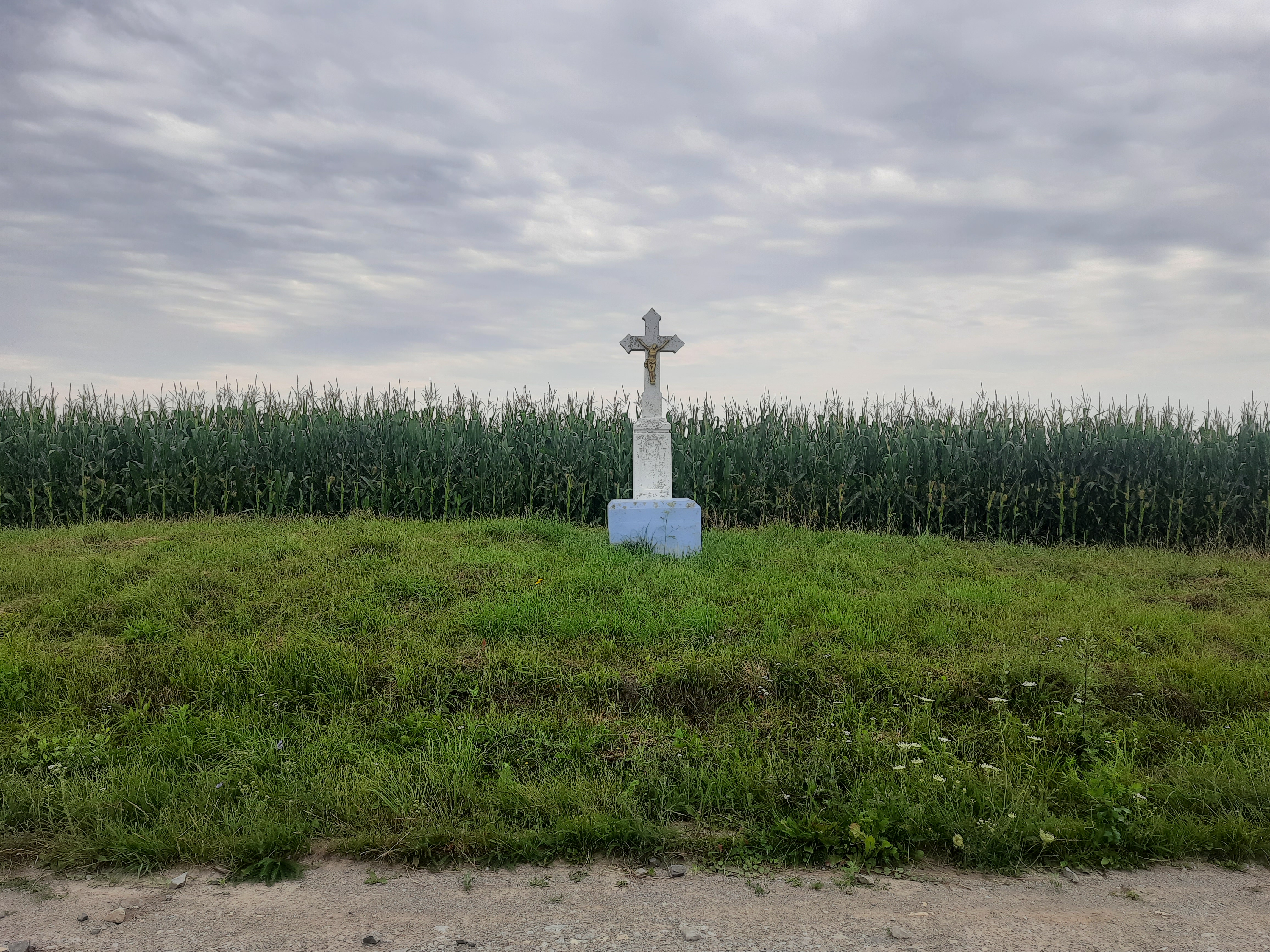
Пам'ятний хрест